# Menàrguens
Menàrguens è un comune spagnolo di 819 abitanti situato nella comunità autonoma della Catalogna.